# Folke Östlund

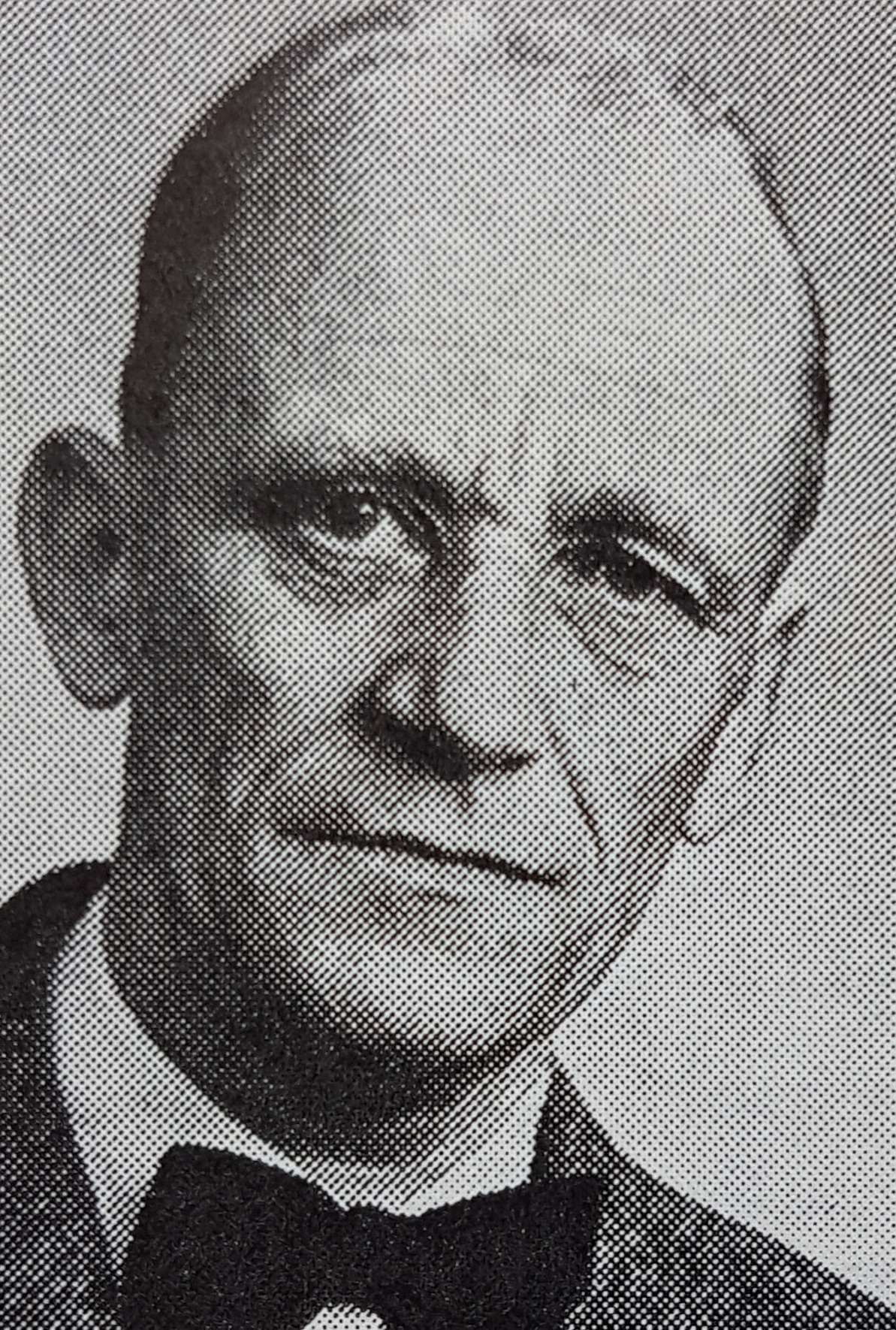

August Folke Östlund, född 21 augusti 1901 i Sala, död där 12 januari 1979, var en svensk målare.
Han var son till järnvägstjänstemannen August Östlund och Anna Erika Johansson och från 1945 gift med Julia Alexandra Bergman. Östlund arbetade ursprungligen som tjänsteman vid ett elverk och bedrev reklamstudier vid Noréns korrespondensinstitut 1921 och konststudier vid Hermods korrespondensinstitut 1929–1930 och 1945–1946. Han var elev vid Jöran Salmsons målarskola i Rågårdsvik 1949 och vid Pernbys målarskola i La Brévière och Paris 1952, dessutom bedrev han självstudier under resor till bland annat Libanon, Syrien, Italien, Bornholm, Spanien och Grekland. Han medverkade i samlingsutställningar med Västerås konstmuseum på Västerås stadshus och i samlingsutställningar med Sala konstförening på Aguélimuseet i Sala. Bland hans offentliga arbeten märks utsmyckningar för Tingshuset i Sala och Länslasarettet i Sala. Hans konst består av stilleben och landskapsskildringar utförda i olja som han lägger på duken med palettkniv samt akvareller med föreställande motiv.